# 品川嘉也
品川嘉也（しながわ よしや、1932年9月15日 - 1992年10月24日）は、日本の脳生理学者・文筆家。
京都大学助教授を経て、日本医科大学教授。

## 略歴
愛媛県松山市生まれ。俳号・品川良夜。
1957年京都大学医学部卒。1964年医学博士。
1960年京都大学助手、1962年講師、1968年京都大学助教授、京都大学大型計算機センター研究開発部長、1983年日本医科大学教授となる。
右脳ブームの仕掛け人として多くの一般書を著した。

## 著書
- 『脳とコンピューター』1972 (中公新書)
- 『医学・生物系の物理学』培風館 1976
- 『第6の頭脳 来るべき思考の革命』創拓社 (バクの本)　1981
- 『頭脳管理』朝日出版社 1981　のち三笠書房・知的生きかた文庫
- 『右脳力の生かし方 "右脳力"を仕事にフル活用する方法』ごま書房 1982 「右脳を生かす！」三笠書房・知的生きかた文庫
- 『武器としてのマイコン活用』パシフィカ 1982
- 『意識と脳 精神と物質の科学哲学』紀伊国屋書店 (叢書・脳を考える)　1982
- 『右脳の使い方・鍛え方 右脳人間はコンピュータを使いこなす』ごま書房 1982
- 『右脳理論によるスーパー記憶術』ごま書房 (ゴマブックス)　1983
- 『右脳の体操 あなたの創造脳を活性化させるトレーニングパズル』ごま書房 1983
- 『10歳児の脳に何かが起こっている!』創拓社 (バクの本)　1983
- 『右脳型人間・左脳型人間 「右」感覚・イメージ・直観,「左」言語・文字・論理』池田書店(ゴリラ新書)　1984
- 『しごとが面白くなる右脳俳句 大脳生理学が明かす創造力自由自在』ダイヤモンド社 1984　のち講談社文庫
- 『のびる子を育てる右脳教育 落ちこぼれよサヨウナラ』グリーンアロー出版社 1984
- 『ボケは40歳から始まる 右脳理論を応用した頭の若返り7原則』ごま書房(ゴマブックス)　1984
- 『頭脳の未来』雷鳥社 1984
- 『加速する頭脳 右脳よ、創造の宇宙を駆けめぐれ』講談社 1984
- 『頭の自己管理術 最新「全脳理論」による脳力全開法』ごま書房 1984
- 『頭を鍛える俳句入門 1日3句ひねれば脳力アップ』ごま書房 1985
- 『右脳マイコン術 家族で楽しむ入門BASIC』小学館 1985
- 『実戦右脳ビジネス 左脳型人間は必ず滅びる』グリーンアロー出版社 1985 のち講談社文庫、「頭のいい脳の使い方 成功する決め手は「右脳思考力」にある」文香社 1997
- 『脳と創造性の謎』大和書房 自然学ミニエンサイクロペディア　1985
- 『思考のメカニズム 大脳生理学が日本人の論理とイメージを科学する』PHP研究所(21世紀図書館　1986　「考える技術 知的飛躍を生む思考のメカニズム」PHP文庫)
- 『記憶力を高める右脳・左脳の使い分け』池田書店 (ゴリラ新書)　1986
- 『21世紀は全脳型人間の時代だ あなたは右脳型?それとも左脳型?』牧羊社 1986
- 『全脳コンピュータ「Japan」 日本が情報社会を制覇する Get over IBM』太陽企画出版 1986
- 『右脳コンピュータ イメージ思考を掘り起こせ』ダイヤモンド社 1986　「イメージ思考読本」天山文庫
- 『右脳を使えない子は頭が悪い ノーベル医学生理学賞の実証 右脳トレーニングで奇蹟が起こる』青春出版社 (プレイブックス)　1986
- 『しごとが面白くなる奥の細道 続・右脳俳句』ダイヤモンド社 1986
- 『全脳型勉強法のすすめ 脳生理学が教える効果的学習法』講談社(ブルーバックス)1987
- 『強いアタマをつくる法 大脳生理学者からのアドバイス』PHP研究所 1987
- 『バイオコンピュータ』共立出版(未来の生物科学シリーズ　1987
- 『右脳クラシック鑑賞法 未知の能力が目覚める不思議な音楽の世界』丸善メイツ 1988
- 『頭のよい子は右脳がちがう 母と子の右脳トレーニングのすすめ』丸善メイツ (メイツ博士の本)1989
- 『右脳トレーニングで成績が上がった! しつけの良い子は勉強ができる』丸善メイツ (メイツ博士の本)1990
- 『品川嘉也の気功で健康になる本 中国式気功の科学』日東書院 1990
- 『右脳刺激で頭が驚くほど鋭くなる!』三笠書房 1990　のち知的生きかた文庫　「頭が突然鋭くなる右脳刺激法」青春文庫
- 『気功の科学 大脳生理学が解明した「東洋の神秘」』光文社(カッパ・サイエンス)1990　「気功入門 脳と心のリラクゼーション』光文社 (知恵の森文庫)
- 『品川嘉也の右脳活性パズル 創造力が驚くほど豊かになる本』HBJ出版局 1990
- 『頭にいいことやってますか 全脳理論による40歳からの頭の健康法』ごま書房 1991
- 『右脳俳句入門 楽しく遊んで脳を活性化』史輝出版 1991
- 『実践右脳知育 子供の能力をのばす 指導実例つき』実業之日本社 1991
- 『自分を120%活かす右脳刺激法』丸善メイツ 1992
- 『右脳教授のおもしろ読本 頭のよくなる話』同文書院 (快楽脳叢書 1992
- 『脳は創造性をどう引き出すのか 140億個の小宇宙を探る』大和書房 1994
- 『頭にいいことしていますか 大脳生理学があみだした頭のシェイプアップ術』ごま書房 1995
- 『右脳理論による中年脳の活性化法 中年になってからでも、あなたの「脳力」はどんどん伸びる』ごま書房 1997
- 『品川嘉也博士の右脳マニュアル 人脈・情報・仕事に右脳力を生かす法』ごま書房 1997
- 『成功実現イメージ・トレーニング法』2000 (サンマーク文庫)
- 『50歳脳は、まだまだ伸びる!』ごま書房 2008
- 『5分間睡眠で脳率が上がる 居眠りする社員ほど仕事ができる』ごま書房新社VM 2009

### 共編著
- 『運動生理学序説』井上章共著 南江堂 1966
- 『能動輸送』井上章共編 南江堂 1969
- 『人体とコンピューター』品川泰子共著 医歯薬出版 1974
- 『コンピュータ時代の基礎知識 脳とコンピュータと情報を考える』品川泰子共著 講談社(ブルーバックス)　1983
- 『FORTRAN77とBASICプログラム実例集』編,品川泰子 [ほか]共著 培風館 1984
- 『FORTRAN77とBASIC TSSを中心として』編,品川泰子 [ほか]共著 培風館 1984
- 『身近な脳の話 脳と心の研究者からのレポート』編著 講談社 (ブルーバックス)　1984
- 『通勤勉強術 往復の電車でライバルに差をつける"通勉術"』黒川康正,服部一敏共著 ごま書房 1987
- 『英語は右脳ですぐ話せる 右脳ピクチャー英語 英語がデキないのにどんどん喋れる』池田和子共著 青春出版社(プレイブックス)　1991　「「右脳」英会話」青春文庫
- 『死の科学 生物の寿命は、どのように決まるのか』松田裕之共著 光文社(カッパ・サイエンス)1991
- 『医学・生物学とフラクタル解析 生物に潜む自己相似性を探る』瀬野裕美共著 東京書籍 1992
- 『決定版・気の科学 宇宙と人間と気』河野貴美子共著 総合法令 1993
- 『この8つの刺激で頭がよくなる! マンガで読む』監修,武下純也画 三笠書房(知的生きかた文庫)1997
- 『品川嘉也の右脳勉強法』ブレインコンピュータ研究所共著 東洋経済新報社 1997
- 『脳活のすすめ 40代は健康の曲がり角…そして脳の老化も始まります』編 ごま書房新社VM 2009

### 翻訳
- ゲシュヴィント, ガラバルダ『右脳と左脳 天才はなぜ男に多いか』東京化学同人 1990

## 論文
- <品川嘉也